# Козин, Василий Васильевич
Василий Васильевич Козин (28 августа 1945 — 4 октября 2020) — советский и российский учёный, ландшафтовед, доктор географических наук, профессор, основатель школы ландшафтно-экологического анализа в Западной Сибири, почётный член Русского географического общества.

## Биография
В 1970 году окончил географический факультет Воронежского педагогического института. В 1974 приехал в Тюмень, работал в Тюменском государственном университете. Развернул в Тюмени эколого-географические, комплексные физико-географические исследования по вопросам экономики и охраны природы. Разработал основы тектоно-ландшафтного картографирования и районирования, приёмы ландшафтно-экологического анализа, сопряжённого тематического картографирования на основе использования аэрокосмической информации. С 1996 года он действительный член Российской академии естественных наук, заслуженный работник Высшей школы. Является автором около 400 научных работ, в том числе автором, соавтором и редактор тринадцати монографий, учебных пособий и сборников.

## Публикации
- Ландшафтные исследования в нефтегазоносных районах. ТГУ, 1984.[1]
- К верховьям неведомых рек. Мысль, 1981.

## Память
- В ТюмГУ открыта мемориальная доска.[2][3]